# Игњат Станимировић
Игњат Станимировић (Суботица, 18. октобар 1812 — Београд, 12. јануар 1878), је био ректор и један од првих професора београдског Лицеја, прве више школе у Србији.

## Биографија
Игњат Станимировић је рођен 18. октобра 1812. године у Суботици. Потиче из православне свештеничке породице, од оца поп Симеона, суботичког пароха. Основну школу и гимназију је завршио у родном граду, а студије филозофије у Кежмарку, од 1829/1830. године. Права је изучавао од 1832/1833. године у месту Мезе Берењу, код Сарваша.
На предлог Стефана Радичевића, „попечитеља просвештенија“, септембра 1840. године отворено је Правно одељење у оквиру Лицеја, који се још увек налазио у Крагујевцу. На правном одељењу су се предавали стручни предмети и оно представља претечу Правног факултета и уједно прву правну школу у Србији. У Правно одељење ступало се по завршетку Филозофског одељења, а први професори на њему били су Јован Стерија Поповић и Игњат Станимировић.
Станимировић је радио као професор на Лицеју три године - 1840/41 у Крагујевцу и две школске године 1841/42, 1842/43 у Београду. Од 26. октобра 1842. године, професор Станимировић је обављао дућност шефа образовног одељења, а његову позицију је наследио Сергије Николић. Функцију ректора београдског Лицеја обављао је у периоду 1843/1844. године. Предавао је од 1849. године на Правном факултету, предмете: Криминално право, Криминални поступак и Општу статистику Европе. Држао је наставу на Лицеју до 1852. године. По државном шематизму Кнежевине Србије Станимировић је 1864.-1876. године члан I класе Касационог суда у Београду.
Редовни члан Друштва српске словесности био је од 1. августа 1844. године. За почасног члана Српског ученог друштва изабран је 29.јула 1864. године. Обављао је и функцију члана Апелационог суда.
Умро је трагично 12. јануара 1878. године у Београду. Убијен је, усред дана секиром у својој кући. Пријатељи су га звали весели Браца, био је касациони судија пензији, живео сам као нежењен, био имућан старац.

## Остало
Једна од улица у београдској општини Звездара носи име Игњата Станимировића.